# ケビン・マーティン (バスケットボール)
ケビン・マーティン（Kevin Dallas Martin, Jr.、1983年2月1日 - ）はオハイオ州ザネスビル出身の元プロバスケットボール選手。身長201cm、体重84kgのシューティング・ガード。NBAのサクラメント・キングスなどに所属していた。

## 経歴

### 学生時代
地元オハイオのザネスビル高校在学時には全米選抜に選ばれている。ウェスタンカロライナ大学では奨学金を受けスポーツマネジメントを専攻。通算で1838得点は同校で歴代4位の記録である。大学時代の活躍を引っ提げてNBAにアーリーエントリー。2004年のNBAドラフトで、1巡目26位指名を受けキングス入りした。

### NBA

#### サクラメント・キングス
ルーキーシーズンは層の厚いキングスで出番を得られず平凡な数字(45試合出場、1試合平均10.1分出場、2.9得点)に終わった。
2年目の2005-06シーズンには、ボンジ・ウェルズの負傷により代役として次第に出場時間を増やしていった。72試合出場(内41試合で先発)、平均26.6分10.8得点の成績を残した。同年のプレイオフでは、1勝2敗で迎えたサンアントニオ・スパーズとの第3戦で、ティム・ダンカンの上から逆転ブザービーターを沈めるなどして活躍を見せ評価を上げた。
2006-07シーズンには飛躍的に成長を見せた。ボンジ・ウェルズが移籍したことにより先発の座を確保。平均20.2得点、4.3リバウンド、2.2アシスト。さらに特筆すべきは、FG成功率47.3%に加えて3P成功率38.1%、FT成功率84.4%であり、シューターとして申し分ない成績を残した。MIPの投票ではモンタ・エリスに次ぐ2位であった。12月21日に行われたワシントン・ウィザーズ戦では自身初の40得点を挙げている。
2007-08シーズン、23.7得点は全体6位のハイアベレージ、3P成功率は4割突破と得点面でさらに向上。2008年3月7日にはキャリアハイの48得点を記録した。しかしシーズン中盤戦で故障し17試合を欠場し、エースを失ったチームはプレーオフ進出を逃した。

#### ヒューストン・ロケッツ
2010年2月18日、ニューヨーク・ニックス、ヒューストン・ロケッツが絡む三角トレードで、ヒルトン・アームストロングとともに、カール・ランドリー、ジョーイ・ドーシーと入れ替わる形で、ヒューストン・ロケッツへ移籍。

#### オクラホマシティ・サンダー
2012年10月27日、ジェームス・ハーデン絡みの大型トレードでオクラホマシティ・サンダーに移籍。

#### ミネソタ・ティンバーウルブズ
2013年7月2日、ミネソタ・ティンバーウルブズと4年2800万ドルで契約した 。
2014年11月24日、右手首の骨折により、長期離脱し、シーズンの半分以上を欠場した。

#### サンアントニオ・スパーズ
2016年3月1日、ティンバーウルブズとバイアウトで合意し、解雇され、9日にサンアントニオ・スパーズとシーズン終了までの契約を結んだ。3月25日のメンフィス・グリズリーズ戦では、加入後初めてスタメンで起用され、13得点を記録し、ホーム37連勝に貢献した。

#### 引退
NBAでの12シーズンをプレーした後、2016年11月25日に引退を発表した。

## NBA個人成績

### レギュラーシーズン
| シーズン | チーム                       | GP  | GS  | MPG  | FG%  | 3P%  | FT%  | RPG | APG | SPG | BPG | PPG  |
| -------- | ---------------------------- | --- | --- | ---- | ---- | ---- | ---- | --- | --- | --- | --- | ---- |
| 2004–05  | サクラメント・キングス       | 45  | 0   | 10.1 | .385 | .200 | .655 | 1.3 | .5  | .4  | .1  | 2.9  |
| 2005–06  | サクラメント・キングス       | 72  | 41  | 26.6 | .480 | .369 | .847 | 3.6 | 1.3 | .8  | .1  | 10.8 |
| 2006–07  | サクラメント・キングス       | 80  | 80  | 35.2 | .473 | .381 | .844 | 4.3 | 2.2 | 1.2 | .1  | 20.2 |
| 2007–08  | サクラメント・キングス       | 61  | 57  | 36.3 | .456 | .402 | .869 | 4.5 | 2.1 | 1.0 | .1  | 23.7 |
| 2008–09  | サクラメント・キングス       | 51  | 46  | 38.2 | .420 | .415 | .867 | 3.6 | 2.7 | 1.2 | .2  | 24.6 |
| 2009–10  | サクラメント・キングス       | 22  | 21  | 35.2 | .398 | .355 | .819 | 4.3 | 2.6 | 1.0 | .2  | 19.8 |
| 2009–10  | ヒューストン・ロケッツ       | 24  | 22  | 35.8 | .435 | .310 | .924 | 2.9 | 2.3 | 1.0 | .1  | 21.3 |
| 2010–11  | ヒューストン・ロケッツ       | 80  | 80  | 32.5 | .436 | .383 | .888 | 3.2 | 2.5 | 1.0 | .2  | 23.5 |
| 2011–12  | ヒューストン・ロケッツ       | 40  | 40  | 31.6 | .413 | .347 | .894 | 2.7 | 2.8 | .7  | .1  | 17.1 |
| 2012–13  | オクラホマシティ・サンダー   | 77  | 0   | 27.7 | .450 | .426 | .890 | 2.3 | 1.4 | .9  | .1  | 14.0 |
| 2013–14  | ミネソタ・ティンバーウルブズ | 68  | 68  | 32.0 | .430 | .387 | .891 | 3.0 | 1.8 | 1.0 | .1  | 19.1 |
| 2014–15  | ミネソタ・ティンバーウルブズ | 39  | 36  | 33.4 | .427 | .393 | .881 | 3.6 | 2.3 | .8  | .0  | 20.0 |
| 2015–16  | ミネソタ・ティンバーウルブズ | 39  | 12  | 21.4 | .377 | .369 | .880 | 2.1 | 1.2 | .4  | .0  | 10.6 |
| 2015–16  | サンアントニオ・スパーズ     | 16  | 1   | 16.3 | .353 | .333 | .933 | 1.8 | .8  | .6  | .1  | 6.2  |
| キャリア |                              | 714 | 504 | 30.2 | .437 | .384 | .870 | 3.2 | 1.9 | .9  | .1  | 17.4 |

### プレーオフ
| シーズン | チーム                     | GP | GS | MPG  | FG%  | 3P%  | FT%   | RPG | APG | SPG | BPG | PPG  |
| -------- | -------------------------- | -- | -- | ---- | ---- | ---- | ----- | --- | --- | --- | --- | ---- |
| 2006     | サクラメント・キングス     | 6  | 1  | 32.8 | .407 | .316 | 1.000 | 5.0 | .5  | .5  | .3  | 13.2 |
| 2013     | オクラホマシティ・サンダー | 11 | 0  | 29.4 | .380 | .370 | .907  | 3.1 | 1.3 | .6  | 0   | 14.0 |
| 2016     | サンアントニオ・スパーズ   | 5  | 0  | 9.8  | .400 | .500 | .667  | .8  | .6  | .6  | .0  | 4.4  |
| Career   |                            | 22 | 1  | 25.9 | .389 | .370 | .933  | 3.1 | 1.0 | .6  | .2  | 11.6 |

## プレースタイル
シュートフォームはいささか独特ではあるがタッチがよくシュートレンジも広い。ガードとしてFGシュート成功率、フリースロー成功率も共に高い効率のよいスコアラーである。またクイックネスと巧みなフェイントで相手ディフェンスを翻弄し、ファウルを誘う。一方で体の線は細くフィジカルはあまり強くないため、タイプとしては純粋なシューティングガードである。デフェンスは標準的であり、認識力はあるが、力強さに欠ける 2010年のインタビューでレジー・ミラーは自身とプレースタイルが近いNBA選手にリチャード・ハミルトンとケビン・マーティンを挙げている。